# Ремзен (селище, Нью-Йорк)
Ремзен (англ. Remsen) — селище (англ. village) в США, в окрузі Онейда штату Нью-Йорк. Населення — 431 особа (2020).

## Географія
Ремзен розташований за координатами 43°19′42″ пн. ш. 75°11′13″ зх. д. / 43.32833° пн. ш. 75.18694° зх. д. (43.328217, -75.186993).  За даними Бюро перепису населення США в 2010 році селище мало площу 0,96 км², уся площа — суходіл.

## Демографія
Згідно з переписом 2010 року, у селищі мешкало 508 осіб у 207 домогосподарствах у складі 136 родин. Густота населення становила 527 осіб/км².  Було 240 помешкань (249/км²).
Расовий склад населення:
| - 98,0 % — білих - 0,6 % — чорних або афроамериканців - 0,2 % — азіатів |

До двох чи більше рас належало 1,2 %. Частка іспаномовних становила 0,6 % від усіх жителів.
За віковим діапазоном населення розподілялося таким чином: 25,6 % — особи молодші 18 років, 60,8 % — особи у віці 18—64 років, 13,6 % — особи у віці 65 років та старші. Медіана віку мешканця становила 34,5 року. На 100 осіб жіночої статі у селищі припадало 85,4 чоловіків;  на 100 жінок у віці від 18 років та старших — 81,7 чоловіків також старших 18 років.
Середній дохід на одне домашнє господарство  становив 48 015 доларів США (медіана — 40 769), а середній дохід на одну сім'ю — 59 356 доларів (медіана — 49 205). Медіана доходів становила 42 083 долари для чоловіків та 31 875 доларів для жінок. За межею бідності перебувало 25,5 % осіб, у тому числі 28,4 % дітей у віці до 18 років та 8,7 % осіб у віці 65 років та старших.
Цивільне працевлаштоване населення становило 185 осіб. Основні галузі зайнятості: освіта, охорона здоров'я та соціальна допомога — 23,2 %, роздрібна торгівля — 15,1 %, публічна адміністрація — 10,8 %, мистецтво, розваги та відпочинок — 10,8 %.